# Gabriela Agúndez
Gabriela Belem Agúndez García, född 4 augusti 2000 i La Paz, är en mexikansk simhoppare.

## Karriär
I november 2014 var Agúndez Mexikos yngsta deltagare vid centralamerikanska och karibiska spelen i Veracruz med en ålder på 14 år. Hon tog guld i synkroniserade hopp från 10 meter tillsammans med Alejandra Estrella samt brons individuellt i hopp från 10 meter. I juli 2018 vid centralamerikanska och karibiska spelen i Barranquilla tog Agúndez sitt andra raka brons i hopp från 10 meter. I oktober 2018 vid ungdoms-OS i Buenos Aires tog hon brons i hopp från 10 meter. I augusti 2019 vid panamerikanska spelen i Lima tog Agúndez silver tillsammans med Alejandra Orozco i synkroniserade hopp från 10 meter.
Vid OS i Tokyo 2021 tog Agúndez brons tillsammans med Alejandra Orozco i synkroniserade hopp från 10 meter. Individuellt slutade hon även på fjärde plats i hopp från 10 meter.